# Élections départementales de 2015 en Lozère
Les élections départementales ont lieu les 22 et 29 mars 2015.

## Contexte départemental

### Assemblée départementale sortante
Avant les élections, le conseil général de la Lozère était présidé par Jean-Paul Pourquier (UMP). Il comprenait 25 conseillers généraux issus des 25 cantons de la Lozère. Après le redécoupage cantonal de 2014, ce sont 26 conseillers départementaux qui sont élus au sein des 13 nouveaux cantons de la Lozère.
| Parti                                | Sigle | Sigle | Élus |
| ------------------------------------ | ----- | ----- | ---- |
| Majorité (14 sièges)                 |       |       |      |
| Union pour un mouvement populaire    |       | UMP   | 8    |
| Divers droite                        |       | DVD   | 5    |
| Union des démocrates et indépendants |       | UDI   | 1    |
| Opposition (11 sièges)               |       |       |      |
| Divers gauche                        |       | DVG   | 3    |
| Parti socialiste                     |       | PS    | 3    |
| Parti radical de gauche              |       | PRG   | 2    |
| Mouvement démocrate                  |       | MoDem | 1    |
| Europe Écologie Les Verts            |       | EÉLV  | 1    |
| Parti communiste français            |       | PCF   | 1    |
| Président du conseil général         |       |       |      |
| Jean-Paul Pourquier (UMP)            |       |       |      |

### Assemblée départementale élue
Après les élections, le conseil départemental de la Lozère est présidé par Sophie Pantel (PS). Il comprend 26 conseillers départementaux issus des 13 cantons de la Lozère.
| Parti                                | Sigle | Sigle | Élus |
| ------------------------------------ | ----- | ----- | ---- |
| Majorité (16 sièges)                 |       |       |      |
| Parti socialiste                     |       | PS    | 6    |
| Divers gauche                        |       | DVG   | 6    |
| Mouvement démocrate                  |       | MoDem | 1    |
| Parti radical de gauche              |       | PRG   | 1    |
| Europe Écologie Les Verts            |       | EÉLV  | 1    |
| Parti communiste français            |       | PCF   | 1    |
| Opposition (10 sièges)               |       |       |      |
| Divers droite                        |       | DVD   | 6    |
| Union pour un mouvement populaire    |       | UMP   | 3    |
| Union des démocrates et indépendants |       | UDI   | 1    |
| Président du conseil départemental   |       |       |      |
| Sophie Pantel (PS)                   |       |       |      |

## Résultats à l'échelle du département

### Résultats par nuances du ministère de l'Intérieur
Les nuances utilisées par le ministère de l'Intérieur ne tiennent pas compte des alliances locales.
| Binômes                  | Binômes                  | Premier tour | Premier tour | Second tour | Second tour | Sièges |
| Binômes                  | Binômes                  | Voix         | %            | Voix        | %           | Sièges |
| ------------------------ | ------------------------ | ------------ | ------------ | ----------- | ----------- | ------ |
|                          | FG - PCF                 | 6 236        | 16,72        |             |             | 2      |
|                          | DVG                      | 4 528        | 12,14        | 5 874       | 18,98       | 6      |
|                          | Union de la gauche       | 2 013        | 5,40         | 2 777       | 8,97        | 2      |
|                          | PS                       | 1 645        | 4,41         | 2 309       | 7,46        | 4      |
| Gauche                   | Gauche                   | 14 422       | 38,67        | 10 960      | 35,41       | 14     |
|                          |                          |              |              |             |             |        |
|                          | DVD                      | 13 125       | 35,20        | 13 275      | 42,88       | 10     |
|                          | UMP                      | 3 276        | 8,79         | 3 771       | 12,18       | 2      |
|                          | Union de la droite       | 1 009        | 2,71         | 1 431       | 4,62        | 0      |
|                          | MoDem                    | 972          | 2,61         | 1 518       | 4,90        | 0      |
| Droite                   | Droite                   | 18 382       | 49,31        | 19 995      | 64,58       | 12     |
|                          |                          |              |              |             |             |        |
|                          | FN                       | 4 099        | 10,99        |             |             |        |
|                          |                          |              |              |             |             |        |
|                          | Divers                   | 384          | 1,03         |             |             |        |
|                          |                          |              |              |             |             |        |
| Exprimés                 | Exprimés                 | 37 287       | 94,29        | 30 955      | 92,37       |        |
| Blancs                   | Blancs                   | 1 311        | 3,32         | 1 429       | 4,26        |        |
| Nuls                     | Nuls                     | 949          | 2,40         | 1 127       | 3,36        |        |
| Total                    | Total                    | 39 547       | 100,00       | 33 511      | 100,00      | 26     |
| Abstentions              | Abstentions              | 20 273       | 33,89        | 15 612      | 31,78       |        |
| Inscrits / participation | Inscrits / participation | 59 820       | 66,11        | 49 123      | 68,22       |        |

### Résultats par canton
| Canton                     | Conseiller sortant        | Parti               | Parti       | Conseiller élu           | Parti           | Parti           |
| -------------------------- | ------------------------- | ------------------- | ----------- | ------------------------ | --------------- | --------------- |
| Aumont-Aubrac              | Alain Astruc              |                     | DVD         | Alain Astruc             |                 | DVD             |
| Aumont-Aubrac              | Alain Astruc              | Ève Brézet          | DVD         |                          | DVD             |                 |
| Barre-des-Cévennes         | Michèle Manoa             |                     | EÉLV        | Canton supprimé          | Canton supprimé | Canton supprimé |
| Bleymard                   | Marjorie Massador         |                     | UMP         | Canton supprimé          | Canton supprimé | Canton supprimé |
| La Canourgue               | Henri Blanc*              |                     | UMP         | Valérie Fabre            |                 | UMP             |
| La Canourgue               | Henri Blanc*              | Jean-Paul Pourquier | UMP         |                          | UMP             |                 |
| Chanac                     | Philippe Rochoux          |                     | MoDem       | Canton supprimé          | Canton supprimé | Canton supprimé |
| Châteauneuf-de-Randon      | Michel Pironon*           |                     | DVG         | Canton supprimé          | Canton supprimé | Canton supprimé |
| Chirac                     | Canton créé               | Canton créé         | Canton créé | Henri Boyer              |                 | DVG             |
| Chirac                     | Canton créé               | Canton créé         | Canton créé | Sophie Malige            |                 | DVG             |
| Le Collet-de-Dèze          | Canton créé               | Canton créé         | Canton créé | Robert Aigoin            |                 | PCF             |
| Le Collet-de-Dèze          | Canton créé               | Canton créé         | Canton créé | Michèle Manoa            |                 | EÉLV            |
| Florac                     | Alain Argilier            |                     | PRG         | Denis Bertrand           |                 | PS              |
| Florac                     | Alain Argilier            | Guylène Pantel      | PRG         |                          | PS              |                 |
| Fournels                   | Pierre Morel-A-L'Huissier |                     | UMP         | Canton supprimé          | Canton supprimé | Canton supprimé |
| Grandrieu                  | Jean-Claude Chazal        |                     | PS          | Bruno Durand             |                 | DVD             |
| Grandrieu                  | Jean-Claude Chazal        | Valérie Vignal      | PS          |                          | DVD             |                 |
| Langogne                   | Bernard Palpacuer         |                     | DVG         | Laurence Beaud           |                 | DVG             |
| Langogne                   | Bernard Palpacuer         | Bernard Palpacuer   | DVG         |                          | DVG             |                 |
| Malzieu-Ville              | Jean-Noël Brugeron*       |                     | DVD         | Canton supprimé          | Canton supprimé | Canton supprimé |
| Marvejols                  | Jean Roujon               |                     | UMP         | Patricia Brémond         |                 | DVG             |
| Marvejols                  | Jean Roujon               | Bernard Durand      | UMP         |                          | DVG             |                 |
| Massegros                  | Jean-Paul Pourquier       |                     | UMP         | Canton supprimé          | Canton supprimé | Canton supprimé |
| Mende-Nord                 | Pierre Hugon*             |                     | UDI         | Canton supprimé          | Canton supprimé | Canton supprimé |
| Mende-Sud                  | Francis Courtès           |                     | PRG         | Canton supprimé          | Canton supprimé | Canton supprimé |
| Mende-1                    | Canton créé               | Canton créé         | Canton créé | Régine Bourgade          |                 | MoDem           |
| Mende-1                    | Canton créé               | Canton créé         | Canton créé | Laurent Suau             |                 | PS              |
| Mende-2                    | Canton créé               | Canton créé         | Canton créé | Françoise Amarger-Brajon |                 | PS              |
| Mende-2                    | Canton créé               | Canton créé         | Canton créé | Jean-Claude Moulin       |                 | PS              |
| Meyrueis                   | Denis Bertrand            |                     | PS          | Canton supprimé          | Canton supprimé | Canton supprimé |
| Nasbinals                  | Jean Aldebert*            |                     | DVD         | Canton supprimé          | Canton supprimé | Canton supprimé |
| Pont-de-Montvert           | Sophie Pantel             |                     | PS          | Canton supprimé          | Canton supprimé | Canton supprimé |
| Saint-Alban-sur-Limagnole  | Jean-Paul Bonhomme        |                     | UMP         | Sabine Dalle             |                 | DVD             |
| Saint-Alban-sur-Limagnole  | Jean-Paul Bonhomme        | Patrice Saint-Léger | UMP         |                          | DVD             |                 |
| Saint-Amans                | Patrice Saint-Léger       |                     | DVD         | Canton supprimé          | Canton supprimé | Canton supprimé |
| Saint-Chély-d'Apcher       | Pierre Lafont             |                     | DVD         | Christine Hugon          |                 | UMP             |
| Saint-Chély-d'Apcher       | Pierre Lafont             | Michel Thérond      | DVD         |                          | UDI             |                 |
| Sainte-Enimie              | François Gaudry           |                     | DVG         | Canton supprimé          | Canton supprimé | Canton supprimé |
| Saint-Étienne-du-Valdonnez | Canton créé               | Canton créé         | Canton créé | Francis Courtès          |                 | PRG             |
| Saint-Étienne-du-Valdonnez | Canton créé               | Canton créé         | Canton créé | Sophie Pantel            |                 | PS              |
| Saint-Germain-de-Calberte  | Robert Aigoin             |                     | PCF         | Canton supprimé          | Canton supprimé | Canton supprimé |
| Saint-Germain-du-Teil      | Gilbert Reversat*         |                     | UMP         | Canton supprimé          | Canton supprimé | Canton supprimé |
| Villefort                  | Jean de Lescure           |                     | DVD         | Canton supprimé          | Canton supprimé | Canton supprimé |

* Conseillers généraux sortants ne se représentant pas

## Résultats par canton

### Canton d'Aumont-Aubrac
| Candidats            | Candidats               | Partis      | Partis      | Premier tour | Premier tour |
| Candidats            | Candidats               | Partis      | Partis      | Voix         | %            |
| -------------------- | ----------------------- | ----------- | ----------- | ------------ | ------------ |
| 1                    | Alain Astruc *          |             | DVD         | 2 830        | 73,49        |
| 1                    | Ève Brézet              |             | DVD         | 2 830        | 73,49        |
| 2                    | Olivier Damien          |             | FN          | 724          | 18,80        |
| 2                    | Aline Pages             |             | FN          | 724          | 18,80        |
| 3                    | Grégoire de Saint-Jorre |             | EÉLV        | 297          | 7,71         |
| 3                    | Hélène Doridon          |             | PCF         | 297          | 7,71         |
|                      |                         |             |             |              |              |
| Inscrits             | Inscrits                | Inscrits    | Inscrits    | 5 997        | 100,00       |
| Abstentions          | Abstentions             | Abstentions | Abstentions | 1 927        | 32,13        |
| Votants              | Votants                 | Votants     | Votants     | 4 070        | 67,87        |
| Blancs               | Blancs                  | Blancs      | Blancs      | 144          | 3,54         |
| Nuls                 | Nuls                    | Nuls        | Nuls        | 75           | 1,84         |
| Exprimés             | Exprimés                | Exprimés    | Exprimés    | 3 851        | 94,62        |
| * conseiller sortant |                         |             |             |              |              |

### Canton de la Canourgue
| Candidats            | Candidats             | Partis      | Partis      | Premier tour | Premier tour | Second tour | Second tour |
| Candidats            | Candidats             | Partis      | Partis      | Voix         | %            | Voix        | %           |
| -------------------- | --------------------- | ----------- | ----------- | ------------ | ------------ | ----------- | ----------- |
| 1                    | Marie-José Damien     |             | FN          | 476          | 13,33        |             |             |
| 1                    | Philippe Gardette     |             | FN          | 476          | 13,33        |             |             |
| 2                    | Marie-Dominique Aulas |             | MoDem       | 972          | 27,23        | 1 518       | 45,00       |
| 2                    | Philippe Rochoux*     |             | MoDem       | 972          | 27,23        | 1 518       | 45,00       |
| 3                    | Arlette Bonicel       |             | PCF         | 598          | 16,75        |             |             |
| 3                    | François Gaudry *     |             | DVG         | 598          | 16,75        |             |             |
| 4                    | Valérie Fabre         |             | UMP         | 1 524        | 42,69        | 1 855       | 55,00       |
| 4                    | Jean-Paul Pourquier * |             | UMP         | 1 524        | 42,69        | 1 855       | 55,00       |
|                      |                       |             |             |              |              |             |             |
| Inscrits             | Inscrits              | Inscrits    | Inscrits    | 5 121        | 100,00       | 5 120       | 100,00      |
| Abstentions          | Abstentions           | Abstentions | Abstentions | 1 415        | 27,63        | 1 472       | 28,75       |
| Votants              | Votants               | Votants     | Votants     | 3 706        | 72,37        | 3 648       | 71,25       |
| Blancs               | Blancs                | Blancs      | Blancs      | 65           | 1,75         | 149         | 4,08        |
| Nuls                 | Nuls                  | Nuls        | Nuls        | 71           | 1,92         | 126         | 3,45        |
| Exprimés             | Exprimés              | Exprimés    | Exprimés    | 3 570        | 96,33        | 3 373       | 92,46       |
| * conseiller sortant |                       |             |             |              |              |             |             |

### Canton de Chirac
| Candidats            | Candidats                   | Partis      | Partis      | Premier tour | Premier tour | Second tour | Second tour |
| Candidats            | Candidats                   | Partis      | Partis      | Voix         | %            | Voix        | %           |
| -------------------- | --------------------------- | ----------- | ----------- | ------------ | ------------ | ----------- | ----------- |
| 1                    | Michèle Castan              |             | UMP         | 1 009        | 32,48        | 1 431       | 45,24       |
| 1                    | Pierre Morel-A-L'Huissier * |             | UMP         | 1 009        | 32,48        | 1 431       | 45,24       |
| 2                    | Marie-Claude Guers          |             | FN          | 489          | 15,74        |             |             |
| 2                    | Jean-François Pardigon      |             | FN          | 489          | 15,74        |             |             |
| 3                    | Christel Fillaudeau         |             | PCF         | 516          | 16,61        |             |             |
| 3                    | Serge Gayssot               |             | PCF         | 516          | 16,61        |             |             |
| 4                    | Henri Boyer                 |             | DVG         | 1 093        | 35,18        | 1 732       | 54,76       |
| 4                    | Sophie Malige               |             | DVG         | 1 093        | 35,18        | 1 732       | 54,76       |
|                      |                             |             |             |              |              |             |             |
| Inscrits             | Inscrits                    | Inscrits    | Inscrits    | 4 688        | 100,00       | 4 687       | 100,00      |
| Abstentions          | Abstentions                 | Abstentions | Abstentions | 1 438        | 30,67        | 1 303       | 27,80       |
| Votants              | Votants                     | Votants     | Votants     | 3 250        | 69,33        | 3 384       | 72,20       |
| Blancs               | Blancs                      | Blancs      | Blancs      | 87           | 2,68         | 134         | 3,96        |
| Nuls                 | Nuls                        | Nuls        | Nuls        | 56           | 1,72         | 87          | 2,57        |
| Exprimés             | Exprimés                    | Exprimés    | Exprimés    | 3 107        | 95,60        | 3 163       | 93,47       |
| * conseiller sortant |                             |             |             |              |              |             |             |

### Canton du Collet-de-Dèze
| Candidats            | Candidats         | Partis      | Partis      | Premier tour | Premier tour |
| Candidats            | Candidats         | Partis      | Partis      | Voix         | %            |
| -------------------- | ----------------- | ----------- | ----------- | ------------ | ------------ |
| 1                    | Ardoine Clauzel   |             | DVD         | 725          | 27,31        |
| 1                    | Marcel Poudevigne |             | DVD         | 725          | 27,31        |
| 2                    | Robert Aigoin *   |             | PCF         | 1 930        | 72,69        |
| 2                    | Michèle Manoa*    |             | EELV        | 1 930        | 72,69        |
|                      |                   |             |             |              |              |
| Inscrits             | Inscrits          | Inscrits    | Inscrits    | 4 684        | 100,00       |
| Abstentions          | Abstentions       | Abstentions | Abstentions | 1 802        | 38,47        |
| Votants              | Votants           | Votants     | Votants     | 2 882        | 61,53        |
| Blancs               | Blancs            | Blancs      | Blancs      | 138          | 4,79         |
| Nuls                 | Nuls              | Nuls        | Nuls        | 89           | 3,09         |
| Exprimés             | Exprimés          | Exprimés    | Exprimés    | 2 655        | 92,12        |
| * conseiller sortant |                   |             |             |              |              |

### Canton de Florac
| Candidats            | Candidats          | Partis      | Partis      | Premier tour | Premier tour | Second tour | Second tour |
| Candidats            | Candidats          | Partis      | Partis      | Voix         | %            | Voix        | %           |
| -------------------- | ------------------ | ----------- | ----------- | ------------ | ------------ | ----------- | ----------- |
| 1                    | Christian Causse   |             | PCF         | 524          | 23,35        |             |             |
| 1                    | Flore Thérond      |             | PCF         | 524          | 23,35        |             |             |
| 2                    | Alain Argilier *   |             | PRG         | 537          | 23,93        | 824         | 39,03       |
| 2                    | Brigitte Donnadieu |             | PRG         | 537          | 23,93        | 824         | 39,03       |
| 3                    | Denis Bertrand *   |             | PS          | 799          | 35,61        | 1 287       | 60,97       |
| 3                    | Guylène Pantel     |             | PS          | 799          | 35,61        | 1 287       | 60,97       |
| 4                    | André Baret        |             | DVD         | 384          | 17,11        |             |             |
| 4                    | Sophie Fauré       |             | UMP         | 384          | 17,11        |             |             |
|                      |                    |             |             |              |              |             |             |
| Inscrits             | Inscrits           | Inscrits    | Inscrits    | 3 764        | 100,00       | 3 764       | 100,00      |
| Abstentions          | Abstentions        | Abstentions | Abstentions | 1 358        | 36,08        | 1 367       | 36,32       |
| Votants              | Votants            | Votants     | Votants     | 2 406        | 63,92        | 2 397       | 63,68       |
| Blancs               | Blancs             | Blancs      | Blancs      | 106          | 4,41         | 159         | 6,63        |
| Nuls                 | Nuls               | Nuls        | Nuls        | 56           | 2,33         | 127         | 5,30        |
| Exprimés             | Exprimés           | Exprimés    | Exprimés    | 2 244        | 93,27        | 2 111       | 88,07       |
| * conseiller sortant |                    |             |             |              |              |             |             |

### Canton de Grandrieu
| Candidats            | Candidats              | Partis      | Partis      | Premier tour | Premier tour | Second tour | Second tour |
| Candidats            | Candidats              | Partis      | Partis      | Voix         | %            | Voix        | %           |
| -------------------- | ---------------------- | ----------- | ----------- | ------------ | ------------ | ----------- | ----------- |
| 1                    | Mathieu Pertoci        |             | PG          | 188          | 7,11         |             |             |
| 1                    | Alexia Thérond         |             | PG          | 188          | 7,11         |             |             |
| 2                    | Bruno Durand           |             | DVD         | 1 081        | 40,87        | 1 441       | 50,76       |
| 2                    | Valérie Vignal         |             | DVD         | 1 081        | 40,87        | 1 441       | 50,76       |
| 3                    | Sonia Augade           |             | FN          | 390          | 14,74        |             |             |
| 3                    | Gaëtan Galtier         |             | FN          | 390          | 14,74        |             |             |
| 4                    | Jean-Claude Chazal *   |             | PS          | 986          | 37,28        | 1 398       | 49,24       |
| 4                    | Monique Guigon-Boullot |             | PS          | 986          | 37,28        | 1 398       | 49,24       |
|                      |                        |             |             |              |              |             |             |
| Inscrits             | Inscrits               | Inscrits    | Inscrits    | 4 173        | 100,00       | 4 165       | 100,00      |
| Abstentions          | Abstentions            | Abstentions | Abstentions | 1 329        | 31,85        | 1 147       | 27,54       |
| Votants              | Votants                | Votants     | Votants     | 2 844        | 68,15        | 3 108       | 72,46       |
| Blancs               | Blancs                 | Blancs      | Blancs      | 110          | 3,87         | 103         | 3,41        |
| Nuls                 | Nuls                   | Nuls        | Nuls        | 89           | 3,13         | 76          | 2,52        |
| Exprimés             | Exprimés               | Exprimés    | Exprimés    | 2 645        | 93,00        | 2 839       | 94,07       |
| * conseiller sortant |                        |             |             |              |              |             |             |

### Canton de Langogne
| Candidats            | Candidats               | Partis      | Partis      | Premier tour | Premier tour | Second tour | Second tour |
| Candidats            | Candidats               | Partis      | Partis      | Voix         | %            | Voix        | %           |
| -------------------- | ----------------------- | ----------- | ----------- | ------------ | ------------ | ----------- | ----------- |
| 1                    | Sandy Arzalier Gaillard |             | FN          | 448          | 20,61        |             |             |
| 1                    | Jean-Luc Fessy          |             | FN          | 448          | 20,61        |             |             |
| 2                    | Laurence Beaud          |             | DVG         | 1 079        | 49,63        | 1 326       | 64,34       |
| 2                    | Bernard Palpacuer *     |             | DVG         | 1 079        | 49,63        | 1 326       | 64,34       |
| 3                    | Angélique Laroumet      |             | DVD         | 539          | 24,79        | 735         | 35,66       |
| 3                    | Pierre Murcia           |             | DVD         | 539          | 24,79        | 735         | 35,66       |
| 4                    | Bernard Gilardin        |             | PCF         | 108          | 4,97         |             |             |
| 4                    | Marie-Noëlle Jalabert   |             | PCF         | 108          | 4,97         |             |             |
|                      |                         |             |             |              |              |             |             |
| Inscrits             | Inscrits                | Inscrits    | Inscrits    | 3 814        | 100,00       | 3 814       | 100,00      |
| Abstentions          | Abstentions             | Abstentions | Abstentions | 1 491        | 39,09        | 1 562       | 40,95       |
| Votants              | Votants                 | Votants     | Votants     | 2 323        | 60,91        | 2 252       | 59,05       |
| Blancs               | Blancs                  | Blancs      | Blancs      | 90           | 3,87         | 111         | 4,93        |
| Nuls                 | Nuls                    | Nuls        | Nuls        | 59           | 2,54         | 80          | 3,55        |
| Exprimés             | Exprimés                | Exprimés    | Exprimés    | 2 174        | 93,59        | 2 061       | 91,52       |
| * conseiller sortant |                         |             |             |              |              |             |             |

### Canton de Marvejols
| Candidats            | Candidats              | Partis      | Partis      | Premier tour | Premier tour | Second tour | Second tour |
| Candidats            | Candidats              | Partis      | Partis      | Voix         | %            | Voix        | %           |
| -------------------- | ---------------------- | ----------- | ----------- | ------------ | ------------ | ----------- | ----------- |
| 1                    | Joëlle Bourrier        |             | DVG         | 317          | 12,36        |             |             |
| 1                    | Marc Moulis            |             | DVG         | 317          | 12,36        |             |             |
| 2                    | Nathalie Bonnal        |             | DVD         | 850          | 33,14        | 1 079       | 46,51       |
| 2                    | Jean Roujon *          |             | UMP         | 850          | 33,14        | 1 079       | 46,51       |
| 3                    | Jean-François Pintenet |             | FN          | 501          | 19,53        |             |             |
| 3                    | Hélène Rochefort       |             | SIEL        | 501          | 19,53        |             |             |
| 4                    | Patricia Brémond       |             | DVG         | 599          | 23,35        | 1 241       | 53,49       |
| 4                    | Bernard Durand         |             | DVG         | 599          | 23,35        | 1 241       | 53,49       |
| 5                    | Élisabeth Achet        |             | PCF         | 298          | 11,62        |             |             |
| 5                    | Marc Loupias           |             | PCF         | 298          | 11,62        |             |             |
|                      |                        |             |             |              |              |             |             |
| Inscrits             | Inscrits               | Inscrits    | Inscrits    | 4 279        | 100,00       | 4 279       | 100,00      |
| Abstentions          | Abstentions            | Abstentions | Abstentions | 1 542        | 36,04        | 1 590       | 37,16       |
| Votants              | Votants                | Votants     | Votants     | 2 737        | 63,96        | 2 689       | 62,84       |
| Blancs               | Blancs                 | Blancs      | Blancs      | 108          | 3,95         | 208         | 7,74        |
| Nuls                 | Nuls                   | Nuls        | Nuls        | 64           | 2,34         | 161         | 5,99        |
| Exprimés             | Exprimés               | Exprimés    | Exprimés    | 2 565        | 93,72        | 2 320       | 86,28       |
| * conseiller sortant |                        |             |             |              |              |             |             |

### Canton de Mende-1
| Candidats   | Candidats                   | Partis      | Partis      | Premier tour | Premier tour | Second tour | Second tour |
| Candidats   | Candidats                   | Partis      | Partis      | Voix         | %            | Voix        | %           |
| ----------- | --------------------------- | ----------- | ----------- | ------------ | ------------ | ----------- | ----------- |
| 1           | Jean-François Bresson       |             | UMP         | 295          | 12,29        |             |             |
| 1           | Anne-Marie Paradis-Treneule |             | UMP         | 295          | 12,29        |             |             |
| 2           | Patrick Alloux              |             | PG          | 244          | 10,17        |             |             |
| 2           | Sandrine Baumle             |             | PCF         | 244          | 10,17        |             |             |
| 3           | Ginette Brunel              |             | UMP         | 834          | 34,75        | 1 240       | 47,35       |
| 3           | Christophe Henry            |             | DVD         | 834          | 34,75        | 1 240       | 47,35       |
| 4           | Régine Bourgade             |             | MoDem       | 1 027        | 42,79        | 1 379       | 52,65       |
| 4           | Laurent Suau                |             | PS          | 1 027        | 42,79        | 1 379       | 52,65       |
|             |                             |             |             |              |              |             |             |
| Inscrits    | Inscrits                    | Inscrits    | Inscrits    | 4 252        | 100,00       | 4 252       | 100,00      |
| Abstentions | Abstentions                 | Abstentions | Abstentions | 1 646        | 38,71        | 1 439       | 33,84       |
| Votants     | Votants                     | Votants     | Votants     | 2 606        | 61,29        | 2 813       | 66,16       |
| Blancs      | Blancs                      | Blancs      | Blancs      | 97           | 3,72         | 87          | 3,09        |
| Nuls        | Nuls                        | Nuls        | Nuls        | 109          | 4,18         | 107         | 3,80        |
| Exprimés    | Exprimés                    | Exprimés    | Exprimés    | 2 400        | 92,10        | 2 619       | 93,10       |

### Canton de Mende-2
| Candidats   | Candidats                | Partis      | Partis      | Premier tour | Premier tour | Second tour | Second tour |
| Candidats   | Candidats                | Partis      | Partis      | Voix         | %            | Voix        | %           |
| ----------- | ------------------------ | ----------- | ----------- | ------------ | ------------ | ----------- | ----------- |
| 1           | André Corriges           |             | UMP         | 707          | 40,82        | 842         | 45,17       |
| 1           | Marisa Dias Da Silva     |             | DVD         | 707          | 40,82        | 842         | 45,17       |
| 2           | Françoise Amarger-Brajon |             | PS          | 846          | 48,85        | 1 022       | 54,83       |
| 2           | Jean-Claude Moulin       |             | PS          | 846          | 48,85        | 1 022       | 54,83       |
| 3           | Audrey Amigues           |             | PG          | 179          | 10,33        |             |             |
| 3           | Jean-Paul Palmier        |             | PCF         | 179          | 10,33        |             |             |
|             |                          |             |             |              |              |             |             |
| Inscrits    | Inscrits                 | Inscrits    | Inscrits    | 3 454        | 100,00       | 3 451       | 100,00      |
| Abstentions | Abstentions              | Abstentions | Abstentions | 1 536        | 44,47        | 1 441       | 41,76       |
| Votants     | Votants                  | Votants     | Votants     | 1 918        | 55,53        | 2 010       | 58,24       |
| Blancs      | Blancs                   | Blancs      | Blancs      | 107          | 5,58         | 86          | 4,28        |
| Nuls        | Nuls                     | Nuls        | Nuls        | 79           | 4,12         | 60          | 2,99        |
| Exprimés    | Exprimés                 | Exprimés    | Exprimés    | 1 732        | 90,30        | 1 864       | 92,74       |

### Canton de Saint-Alban-sur-Limagnole
| Candidats            | Candidats             | Partis      | Partis      | Premier tour | Premier tour | Second tour | Second tour |
| Candidats            | Candidats             | Partis      | Partis      | Voix         | %            | Voix        | %           |
| -------------------- | --------------------- | ----------- | ----------- | ------------ | ------------ | ----------- | ----------- |
| 1                    | Mickaël Beaufils      |             | FN          | 388          | 10,15        |             |             |
| 1                    | Sabine Seguin         |             | FN          | 388          | 10,15        |             |             |
| 2                    | Jean-Paul Bonhomme *  |             | UMP         | 1 349        | 35,28        | 1 570       | 41,98       |
| 2                    | Ludivine Saint-Léger  |             | UMP         | 1 349        | 35,28        | 1 570       | 41,98       |
| 3                    | Sabine Dalle          |             | DVD         | 1 599        | 41,81        | 2 170       | 58,02       |
| 3                    | Patrice Saint-Léger * |             | DVD         | 1 599        | 41,81        | 2 170       | 58,02       |
| 4                    | Josette Boulet        |             | PS          | 488          | 12,76        |             |             |
| 4                    | Guy Galvier           |             | PCF         | 488          | 12,76        |             |             |
|                      |                       |             |             |              |              |             |             |
| Inscrits             | Inscrits              | Inscrits    | Inscrits    | 5 396        | 100,00       | 5 393       | 100,00      |
| Abstentions          | Abstentions           | Abstentions | Abstentions | 1 434        | 26,58        | 1 412       | 26,18       |
| Votants              | Votants               | Votants     | Votants     | 3 962        | 73,42        | 3 981       | 73,82       |
| Blancs               | Blancs                | Blancs      | Blancs      | 72           | 1,82         | 125         | 3,14        |
| Nuls                 | Nuls                  | Nuls        | Nuls        | 66           | 1,67         | 116         | 2,91        |
| Exprimés             | Exprimés              | Exprimés    | Exprimés    | 3 824        | 96,52        | 3 740       | 93,95       |
| * conseiller sortant |                       |             |             |              |              |             |             |

### Canton de Saint-Chély-d'Apcher
| Candidats            | Candidats            | Partis      | Partis      | Premier tour | Premier tour | Second tour | Second tour |
| Candidats            | Candidats            | Partis      | Partis      | Voix         | %            | Voix        | %           |
| -------------------- | -------------------- | ----------- | ----------- | ------------ | ------------ | ----------- | ----------- |
| 1                    | Ghislaine Bourgeois  |             | DVD         | 998          | 35,34        | 1 294       | 43,76       |
| 1                    | Pierre Lafont *      |             | DVD         | 998          | 35,34        | 1 294       | 43,76       |
| 2                    | Jean-Francis Étienne |             | FN          | 312          | 11,05        |             |             |
| 2                    | Sophie Pin           |             | FN          | 312          | 11,05        |             |             |
| 3                    | Christine Hugon      |             | UMP         | 1 014        | 35,91        | 1 663       | 56,24       |
| 3                    | Michel Thérond       |             | UDI         | 1 014        | 35,91        | 1 663       | 56,24       |
| 4                    | Christian Paran      |             | PCF         | 500          | 17,71        |             |             |
| 4                    | Delphine Petit       |             | PCF         | 500          | 17,71        |             |             |
|                      |                      |             |             |              |              |             |             |
| Inscrits             | Inscrits             | Inscrits    | Inscrits    | 4 496        | 100,00       | 4 495       | 100,00      |
| Abstentions          | Abstentions          | Abstentions | Abstentions | 1 491        | 33,16        | 1 285       | 28,59       |
| Votants              | Votants              | Votants     | Votants     | 3 005        | 66,84        | 3 210       | 71,41       |
| Blancs               | Blancs               | Blancs      | Blancs      | 109          | 3,63         | 137         | 4,27        |
| Nuls                 | Nuls                 | Nuls        | Nuls        | 72           | 2,40         | 116         | 3,61        |
| Exprimés             | Exprimés             | Exprimés    | Exprimés    | 2 824        | 93,98        | 2 957       | 92,12       |
| * conseiller sortant |                      |             |             |              |              |             |             |

### Canton de Saint-Étienne-du-Valdonnez
| Candidats            | Candidats             | Partis      | Partis      | Premier tour | Premier tour | Second tour | Second tour |
| Candidats            | Candidats             | Partis      | Partis      | Voix         | %            | Voix        | %           |
| -------------------- | --------------------- | ----------- | ----------- | ------------ | ------------ | ----------- | ----------- |
| 1                    | Francis Courtès *     |             | PRG         | 1 502        | 40,64        | 1 999       | 51,15       |
| 1                    | Sophie Pantel *       |             | PS          | 1 502        | 40,64        | 1 999       | 51,15       |
| 2                    | Jean de Lescure *     |             | DVD         | 1 457        | 39,42        | 1 909       | 48,85       |
| 2                    | Marjorie Massador *   |             | UMP         | 1 457        | 39,42        | 1 909       | 48,85       |
| 3                    | Jean-Luc Clario       |             | FN          | 371          | 10,04        |             |             |
| 3                    | Marie-France Pardigon |             | FN          | 371          | 10,04        |             |             |
| 4                    | Michèle Buisson       |             | PCF         | 366          | 9,90         |             |             |
| 4                    | Jean-Marie Thoyer     |             | E!          | 366          | 9,90         |             |             |
|                      |                       |             |             |              |              |             |             |
| Inscrits             | Inscrits              | Inscrits    | Inscrits    | 5 702        | 100,00       | 5 703       | 100,00      |
| Abstentions          | Abstentions           | Abstentions | Abstentions | 1 864        | 32,69        | 1 594       | 27,95       |
| Votants              | Votants               | Votants     | Votants     | 3 838        | 67,31        | 4 109       | 72,05       |
| Blancs               | Blancs                | Blancs      | Blancs      | 78           | 2,03         | 130         | 3,16        |
| Nuls                 | Nuls                  | Nuls        | Nuls        | 64           | 1,67         | 71          | 1,73        |
| Exprimés             | Exprimés              | Exprimés    | Exprimés    | 3 696        | 96,30        | 3 908       | 95,11       |
| * conseiller sortant |                       |             |             |              |              |             |             |